# Калашниково (Тверская область)
Кала́шниково (карел. Kalašnikova) — посёлок городского типа в Лихославльском муниципальном округе Тверской области России, до 17 апреля 2021 года в Лихославльском районе.
Образовывал городское поселение посёлок Калашниково как единственный населённый пункт в его составе.
Законом Тверской области от 5 апреля 2021 года № 17-ЗО городское поселение было упразднено к 17 апреля 2021 года в связи с преобразованием Лихославльского муниципального района в Лихославльский муниципальный округ.
Посёлок расположен в 59 км к северо-западу от областного центра. Железнодорожная станция на линии Санкт-Петербург — Москва.

## История
Возник в 1847 году в связи со строительством железной дороги. В 1887 году в посёлке основан стекольный завод Н. А. Добровольского.
10 апреля 1932 года Президиум ВЦИК постановил «Сел. Калашниково, Лихославского района, преобразовать в рабочий посёлок с оставлением прежнего наименования».

## Население
| 1939  | 1959  | 1970  | 1979  | 1989  | 2002  | 2009  |
| ----- | ----- | ----- | ----- | ----- | ----- | ----- |
| 4490  | ↗5544 | ↗6446 | ↘5825 | ↘5572 | ↘5198 | ↘4699 |
| 2010  | 2012  | 2013  | 2014  | 2015  | 2016  | 2017  |
| ↗5001 | ↗5006 | ↘4987 | ↘4951 | ↘4941 | ↘4836 | ↘4697 |
| 2018  | 2019  | 2020  | 2021  |       |       |       |
| ↘4583 | ↘4493 | ↘4428 | ↘4226 |       |       |       |

Национальный состав: русские и тверские карелы.

## Известные уроженцы
- Антонов, Василий Яковлевич (1909—1985) — советский инженер-технолог, профессор.
- Урсов, Игорь Григорьевич (1927—2002) — советский и российский врач-фтизиатр и организатор здравоохранения; ректор Новосибирского медицинского института (1980—1996).

## Экономика
Основное промышленное предприятие посёлка — Калашниковский электроламповый завод. Также в посёлке находится лесхоз, предприятия деревообработки. Развитая инфраструктура, железнодорожная товарная станция. Ранее действовала узкоколейная железная дорога — соединяла посёлок с торфоразработками Калашниковского торфопредприятия, позднее выполняла перевозки для нужд электролампового завода.

## Культура
Работают дворец культуры им. В. И. Ленина, библиотека. Среди учреждений образования — средняя общеобразовательная школа, экономический колледж, вечерняя школа.
В 2000 году построена и открыта церковь Александра Невского.